# بروس (صربيا)
بروس (Брус) هي مدينة في مقاطعة راسينا في وسط صربيا في صربيا. ويبلغ عدد سكان المدينة حوالي 4,572 نسمة حسب تعدادا عام 2011، بينما بلغ عدد سكان المقاطعة 16,293 نسمة.

## توأمة
لبروس (صربيا) اتفاقيات توأمة مع:
- بيروفو